# L'Américain (film, 2004)
Pour les articles homonymes, voir L'Américain.
Pour plus de détails, voir Fiche technique et Distribution.
L'Américain est un film franco-belge réalisé par Patrick Timsit, sorti en 2004.

## Synopsis
Un avocat, Édouard Barnier (Thierry Lhermitte), va tenter de convaincre l'ambassade américaine d'accorder la nationalité américaine à un jeune Français, Francis Farge (Lorànt Deutsch), qui se considère plus Américain que Français. Aidé par Me Bernier, il va tenter de convaincre les Américains en transformant son lotissement de Sarcelles en 51e État des États-Unis. Leur associé, Monsieur Sammarone (Patrick Timsit) invente alors un test urinaire permettant de savoir si l'on est congénitalement américain ou non. Le mouvement prend de l'ampleur et l'ambassade des États-Unis cherche à le tuer dans l'œuf en provoquant un match de football américain.

## Fiche technique
- Titre original : L'Américain
- Réalisation : Patrick Timsit
- Scénario : Jean-François Halin, Jean-Carol Larrivé et Patrick Timsit
- Musique : Nicolas Errèra
- Décors : Carlos Conti
- Costumes : Juliette Chanaud
- Production : Thomas Anargyros et Édouard de Vésinne
- Société de production : Storia Télévision
- Société de distribution : SND Groupe M6
- Pays de production :  France /  Belgique
- Langue originale : français, anglais
- Format : couleur - 2.35:1 - son Dolby
- Genre : comédie
- Durée : 94 min
- Dates de sortie : 
  - France : 18 juin 2004 (Saint-Malo Film Festival) ; 7 juillet 2004 (sortie nationale)
  - Belgique : 7 juillet 2004

## Distribution
- Lorànt Deutsch : Francis Farge (surnommé "L'Américain")
- Thierry Lhermitte : Édouard Barnier (surnommé "Eddy")
- Émilie Dequenne : Nelly
- Doud : Texas
- Paolo Seganti : Rick
- Mathias Mlekuz : Tennessee
- Richard Berry : le professeur d'anglais
- Marianne Denicourt : Murielle
- Thomas Doucet : Tom
- Patrick Paroux : Nevada
- Jean-Marc Bihour : Massachusetts
- Daniel Isoppo : Alabama
- Salah Teskouk : Mohammed
- Francis Kuntz dit Kafka : José Bové
- Frankie Pain : la femme de José Bové
- Xavier Maly : Oklahoma
- Yves Espargilière : Minnesota
- Fayçal Zeghadi : le fils de Mohammed
- Laura Benson : Geena
- Lemmy Constantine : Walter
- Bruce Johnson : Bruce Donahue
- Mike Marshall : le policier américain
- Peter Hudson : L'avocat américain
- Shelley Whittingham : L'employée de l'ambassade
- Stephen Croce : le militaire de l'ambassade
- Geoffrey Bateman : le conseiller du président
- Mark Reed : le président des États-Unis
- Patrick Timsit : M. Sammarone
- Victoria Robinson : la fonctionnaire de l'aéroport
- Jean-Carol Larrivé : L'employé du funérarium
- Olivier Pagès : Georges
- Philippe Agael : Gilbert
- Lazard Timsit : le fils d'Eddy
- Victoria Kuntz : la fille d'Eddy
- Emmanuelle Perret : Miss Arizona
- Emmanuel Eli : le policier du lotissement
- Emiliano Suarez : le Cubain
- Ali Reza Jarvdan : L'Afghan
- Pierre Chydivar : L'Ukrainien
- Véra Chidyvar : L'Ukrainienne
- Alassane Sy : L'Africain
- Adèle Badji : L'Africaine
- Christophe Fluder : Pennsylvanie
- Maxime Lefrançois : le body-builder
- Massimo Sammarone : le joueur de guitare

## Commentaire
Éreinté par la critique, le film n'a pas non plus rencontré un succès public conséquent : il est classé 6e dans les 100 plus mauvais films par les utilisateurs d'Allociné.